# Medeikiai
Medeikiai è una città del distretto di Biržai della contea di Panevėžys, nel nord-est della Lituania non molto distante dal confine con la Lettonia. Secondo un censimento del 2011, la popolazione ammonta a 497 abitanti. È situata 10 km a nord-est di Biržai e 3 km a nord di Parovėja.
Il centro abitato ospita un ufficio postale (LT-41062) e un cimitero per le vittime della prima guerra mondiale. È sede di una società agricola, la Medeikiai e di una società svizzera di trasformazione del latte, la Hochdorf Baltic Milk.

## Storia

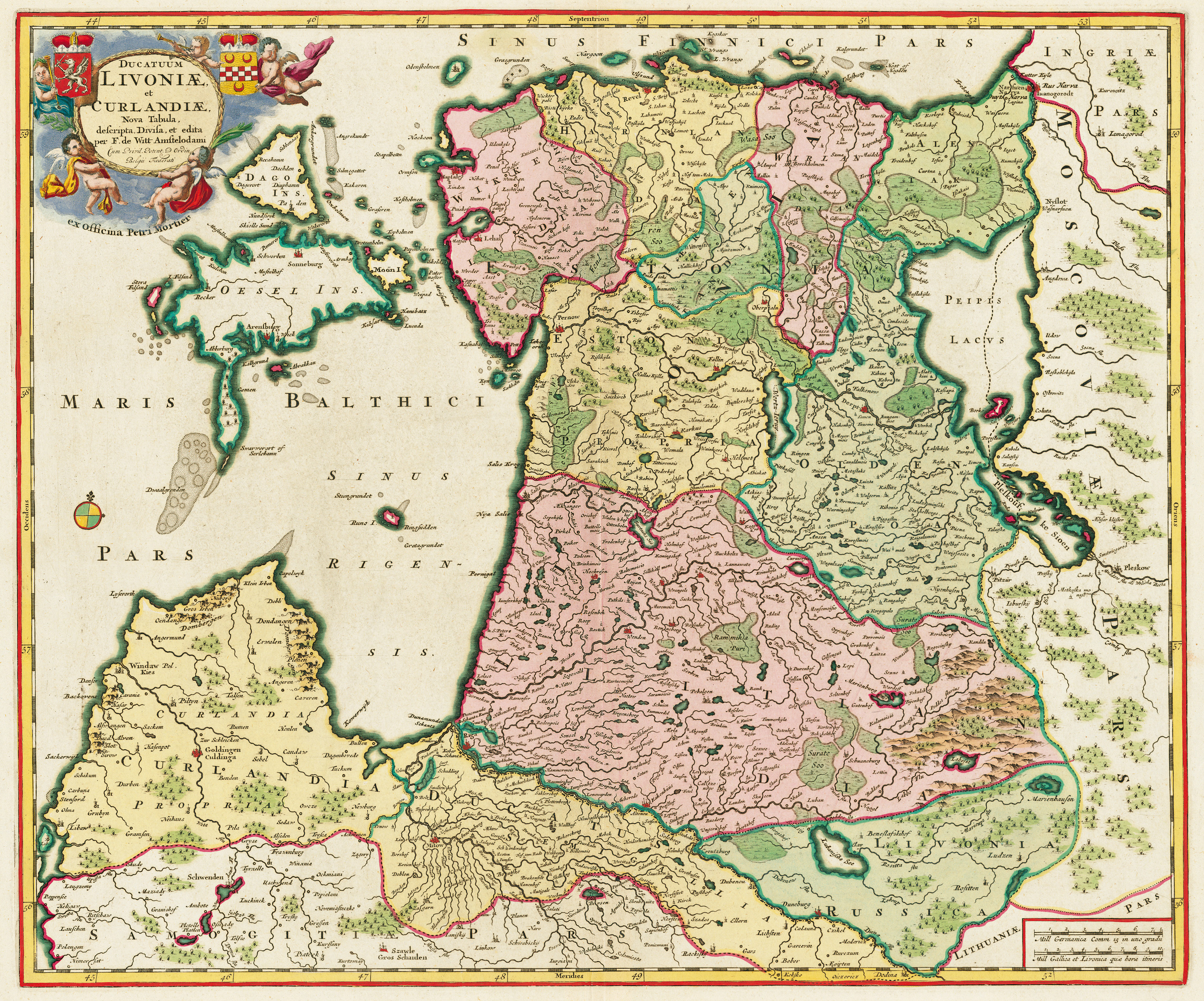
Medeikiai (a sud-est) in una mappa della Livonia del 1706

Nel XV-XIX secolo, i ribelli guidati da Zygmunt Sierakauskas, Boleslovas Kajeton Koliška manifestarono a Medeikiai, Gudiškis e Šniurkiškiai contro l'Impero russo.
Nel corso del XX secolo sono state realizzate una scuola elementare, il centro è stato collettivizzato durante il periodo sovietico e altre strutture pubbliche.